# Bad Seebruch

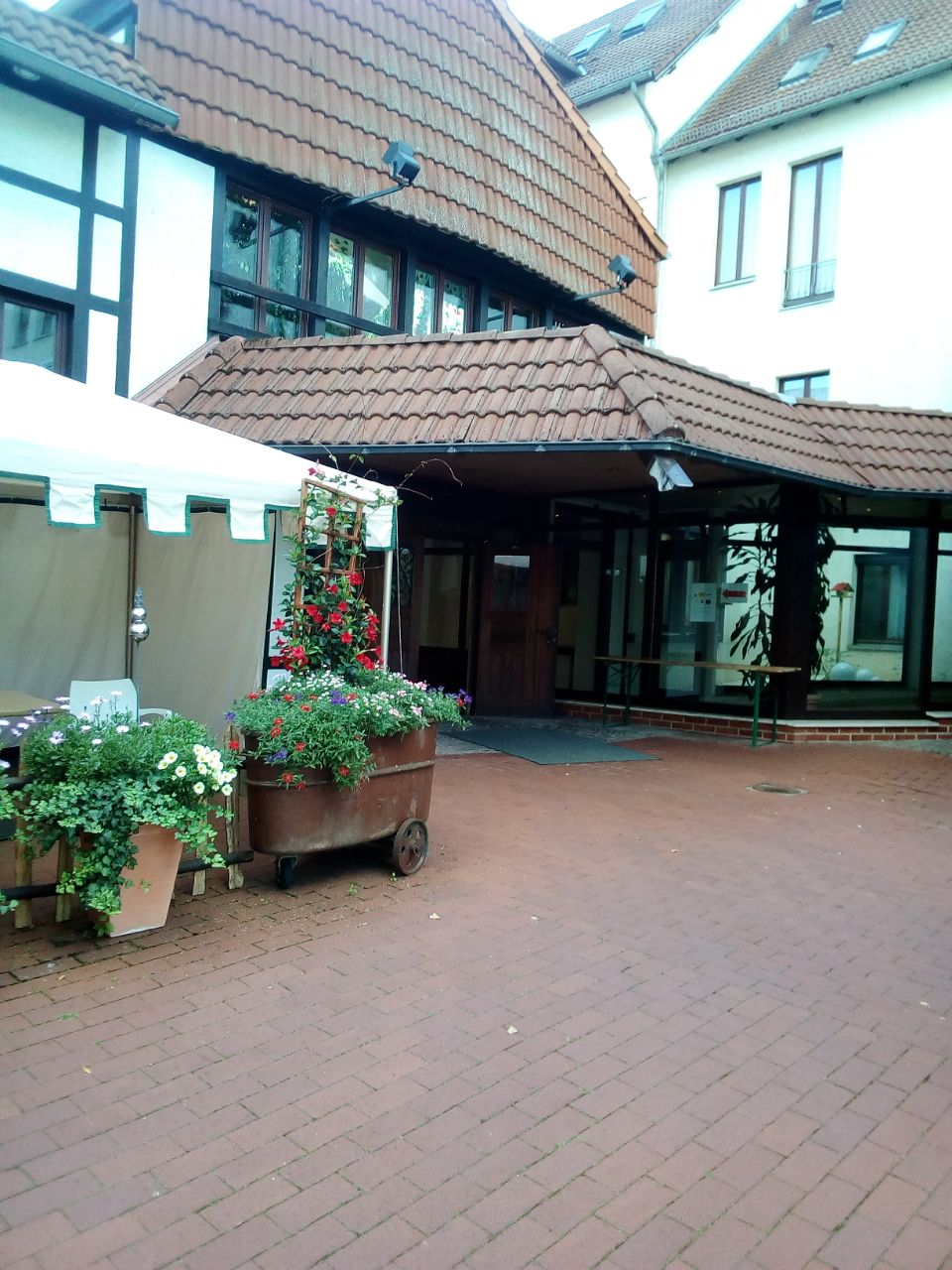
Eingangsbereich Weserland-Klinik Bad Seebruch (2020)

Bad Seebruch ist ein Bad im Ortsteil Valdorf der ostwestfälischen Stadt Vlotho im Kreis Herford in Nordrhein-Westfalen.

## Geographische Lage

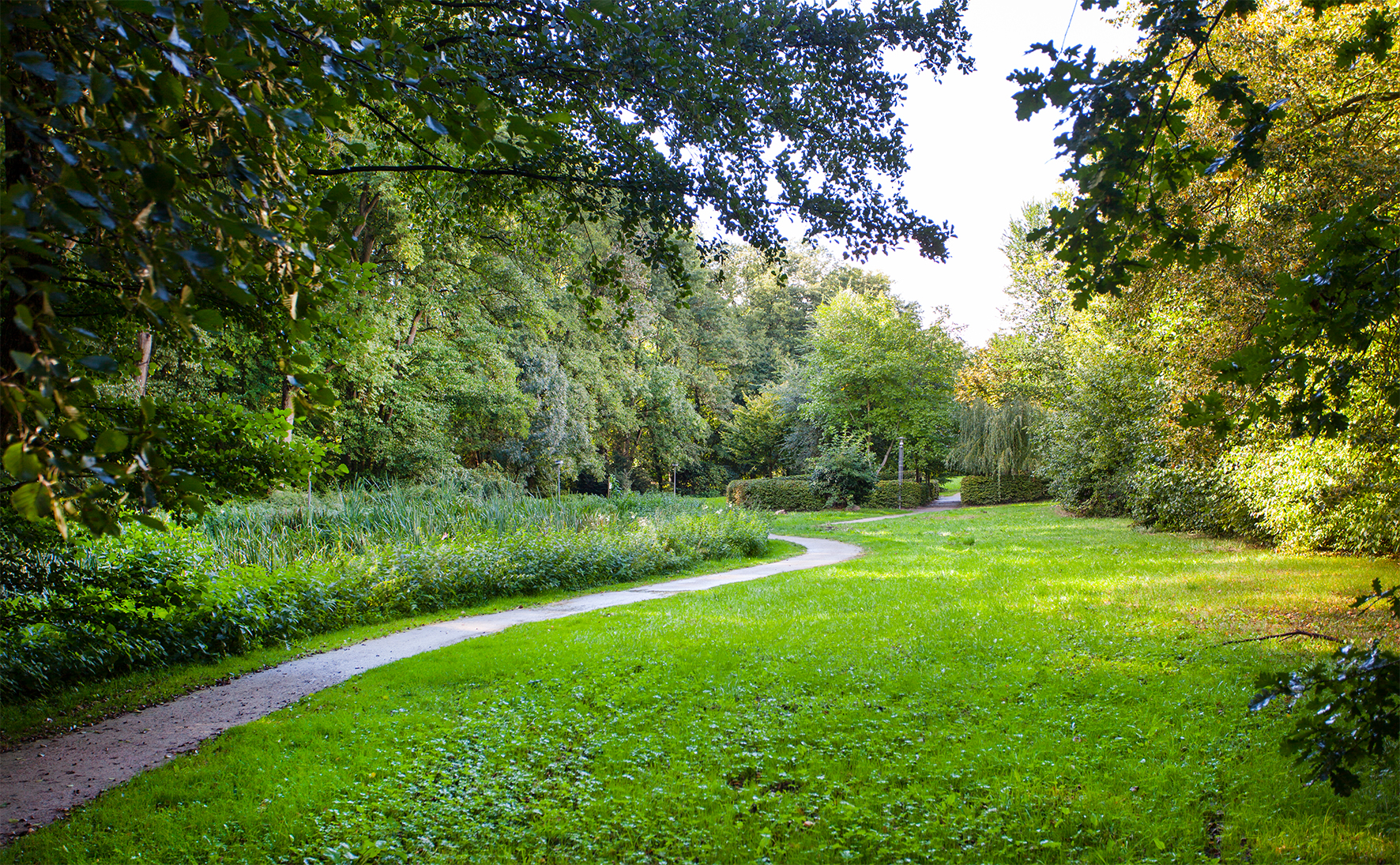
Kurpark von Bad Seebruch und Bad Senkelteich (2012)

Der Kurort ist im Lipper Bergland zwischen dem Teutoburger Wald und dem Weserdurchbruch Porta Westfalica gelegen. Das Kurgebiet von Bad Seebruch erstreckt sich bis zum benachbarten Bad Senkelteich und liegt etwa vier Kilometer südlich der Altstadt von Vlotho im Tal der Linnenbeeke.

## Geschichte
1753 entdeckte man im Stadtteil Valdorf heilkräftige Quellen, die den Ruf Vlothos als Kurort begründeten. Begünstigt durch diese Quellen und ein Moorvorkommen öffneten hier die Bauernbäder Seebruch (1818) und Senkelteich (1866) ihre Pforten. Der Kurbetrieb von Bad Seebruch wurde 1818 gegründet. Besucht wurde das Bad meist nur von den Bauern der näheren Umgebung. 1908 ging das Bad in den Besitz von August Klose über, der es schon 1913 an Hermann Nebel aus Dortmund weiterverkaufte. Unter ihm und später durch seinen Sohn Hans Nebel erfuhr Seebruch eine Umgestaltung zu einem neuzeitlich eingerichteten Heilbad. Gäste des Bades waren neben Privatpatienten damals schon Patienten der Landesversicherungsanstalt Westfalen.

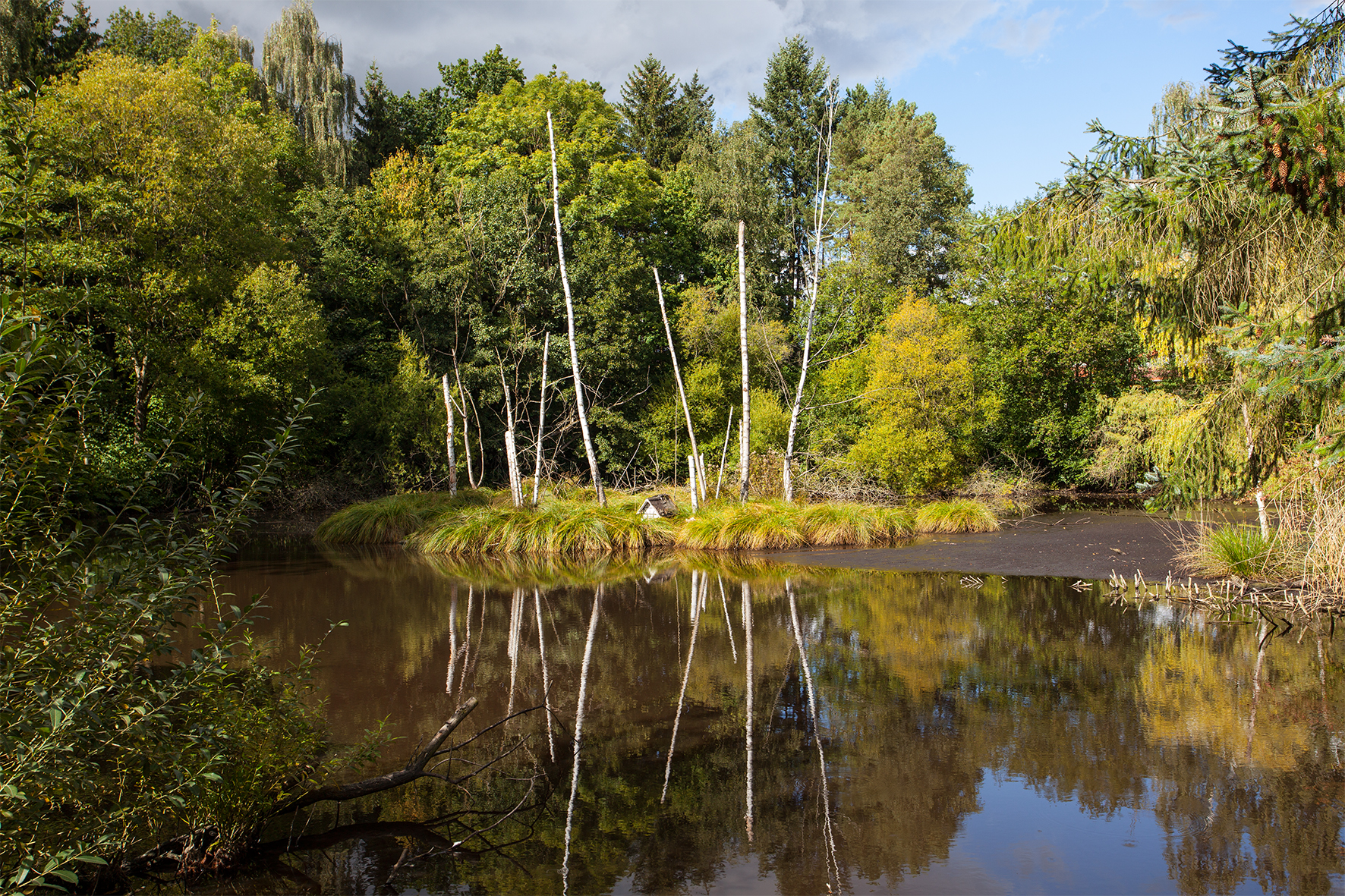
Erdfallsee mit Torfmoor in Bad Seebruch (2012)

1970 ereignete sich im 8000 Jahre alten Moortrichter von Bad Seebruch ein Erdfall, wodurch eine neue Erdfallquelle entstand.
Seit 1978 ist Bad Seebruch ein staatlich anerkannter Luftkurort mit Kurmittelbetrieb.
Im Jahr 1983 übernahm Friedrich-Wilhelm Nebel die Kurklinik in Bad Seebruch von seinem Bruder, seit 1998 führt Katharina Nebel den Familienbetrieb in der dritten Generation.
Heute ist die Weserland-Klinik eine Fachklinik für orthopädische, rheumatologische und geriatrische Rehabilitation.